# 剣と恋と虹と
ミュージカル・ロマンス『剣と恋と虹と』（けんとこいとにじと）-エドモン・ロスタン作「シラノ・ド・ベルジュラック」より-は宝塚歌劇団のミュージカル作品である。宝塚・東京は12場。
星組公演。
併演作品（宝塚・東京の新人公演は除く）は『ジュビレーション!』。

## 公演期間と公演場所
- 1995年9月29日 - 11月6日（新人公演：10月17日）　宝塚大劇場
- 1996年3月4日 - 3月31日（新人公演：3月12日）　東京宝塚劇場
- 1996年6月29日 - 7月12日　全国ツアー

### 全国ツアーの公演日程
- 6月29日・30日　半田市福祉文化会館
- 7月2日　相模原市民会館
- 7月3日　市川市文化会館
- 7月5日　青森市文化会館
- 7月6日　盛岡市・岩手県民会館
- 7月9日　帯広市民文化ホール
- 7月11日　旭川市民文化会館
- 7月12日　札幌市・北海道厚生年金会館

## スタッフ
氏名の後ろに「宝塚」、「東京」、「全国」の文字がなければ両公演共通。
- 脚本・演出：太田哲則
- 作曲・編曲：吉崎憲治
- 編曲：宮原透
- 音楽指揮：小高根凡平（宝塚・全国）、清川知己（東京）
- 振付：アキコ・カンダ
- 装置：島川とおる、関谷敏昭
- 衣装：任田幾英
- 照明：今井直次
- 音響：加門清邦
- 小道具：伊集院撤也
- 効果：切江勝
- 演出助手：荻田浩一、齋藤吉正
- 装置補：新宮有紀、広森守
- 衣装補：田口美香
- 演奏：東宝オーケストラ（東京）
- 舞台進行：濱野文宏
- 舞台監督：佐田民夫（東京）、盛田光紀（東京）、砂川幸子（東京）、柴田尚（東京）、野口裕靖（東京）
- 製作担当：津村健二（東京）
- 制作：岩崎文夫
- 衣装生地提供：ミカレディ株式会社

## 特別出演（宝塚）
- 星原美沙緒（専科所属）

## 主な配役

### 宝塚・東京
本公演
- エドモン・ド・ブラニヤック男爵(剣豪にして美男、詩も手掛ける才人) - 麻路さき
- クリスティーヌ・ド・クラヴィール(エドモンを兄のように慕う伯爵令嬢) - 白城あやか
- ジェラール・ド・ヌーヴィエット男爵(朴訥だが情熱的な青年。クリスティーヌに想いを寄せる) - 稔幸
- クラヴィール伯爵(クリスティーヌの父でエドモンの決闘相手) - 星原美沙緒
- アントワーヌ・ド・ギーシュ伯爵(ガスコン出身のフランス軍司令官) - 一樹千尋
- フィリップ・ド・クラヴィール(クリスティーヌの兄) - 夏美よう
- カルボン・カステル＝ジャルー大尉(ガスコン青年隊長) - 千珠晄
- ル・ブレー(ガスコン青年隊副長) - 英真なおき
- ルイーズ(ラグノーの妻) - 出雲綾
- ラグノー(菓子屋) - 千秋慎
- カトリーヌ・ド・コット(フィリップの恋人) - 万里柚美
- ベアトリース・ド・ジャンヴィーニ(枢機卿の姪でギーシュ伯爵の恋人) - 朋舞花
- リニエール(詩人) - 真織由季
- マルセル・ド・ヴァルヴェール子爵(ド・ギーシュ伯爵の部下) - 絵麻緒ゆう
- コンスタン・ド・サレシャン(マルセルの恋人) - 月影瞳

新人公演
- エドモン - 湖月わたる
- クリスティーヌ - 久路あかり
- ジェラール - 朝宮真由
- マルセル - 紫蘭ますみ

### 全国ツアー
- エドモン・ド・ブラニヤック男爵 - 麻路さき
- クリスティーヌ - 白城あやか
- ジェラール・ド・ヌーヴィエット男爵 - 稔幸
- アントワーヌ・ド・キーシュ伯爵 - 一樹千尋
- マルセル - 絵麻緒ゆう
- リニエール - にしき愛